# Ритуал Масгрејвових
„Ритуал Масгрејвових” (енгл. The Adventure of the Musgrave Ritual) је једна од 56 приповедака о Шерлоку Холмсу које је написао Артур Конан Дојл и шеста је прича у Мемоарима Шерлока Холмса. Објављена је у британском часопису The Strand Magazine у мају 1893. године, као и америчком часопису Harper's Weekly истог месеца.
За разлику од већине прича о Холмсу, главни наратор није доктор Вотсон, већ сам Шерлок Холмс. Са Вотсоном који даје увод, ова прича у причи је класичан пример оквирне приповетке. Ово је један од најранијих забележених случајева које је Холмс истраживао и који потврђује његове вештине решавања проблема.
„Ритуал Масгрејвових” дели елементе са две приче Едгара Алана Поа: „Златна буба” и „Буре амонтиљада”.
Године 1927. Конан Дојл је сместио причу на 11. место на својој листи 12 најбољих прича о Холмсу. Прича је боље прошла на листи из 1959. коју је направио The Baker Street Journal, нашавши се на 6. месту од њих 10.

## Радња
Шерлок Холмс препричава доктору Вотсону догађаје који су настали након посете његовог факултетског познаника Реџиналда Масгрејва. Масгрејв посећује Холмса након нестанка двоје његових кућних радника, собарице Рејчел Хауелс, и дугогодишњег батлера Ричарда Брантона. Њих двоје су нестали након што је Масгрејв отпустио Брантона јер је потајно читао породични документ, Ритуал Масгрејвових. Ритуал, који датира из 17. века, је загонетка постављена у облику питања/одговора. гласи:

'Коме је припадало?'

'Ономе који је отишао.'

'Коме ће припадати?'

'Ономе који ће доћи.'

('Који је био месец?'

'Шести од првога.')

'Где је било сунце?'

'Изнад храста.'

'Где је била сенка?'

'Испод бреста.'

'Како се корачало?'

'Север десет са десет, источно пет са пет, јужно два са два, западно један са један и онда испод.'

'Шта ћемо дати за то?'

'Све што је наше.'

'Зашто бисмо требали?'

'У име поверења.'

Масгрејв је једном приликом ухватио Брантона у библиотеци у два сата ујутру. Не само да је откључао ормарић и извадио дотични документ, већ је имао и нешто што је личило на графикон или мапу, које је одмах стрпао у џеп када је видео да га послодавац посматра. Брантон је молио Масгрејва да га не обешчасти отпуштајући га, и тражио је месец дана да измисли неки разлог за одлазак, да би изгледало као да одлази сам од себе. Масгрејв му је дао недељу дана. Прича касније открива да је Брантон желео да купи време за нешто друго.
Неколико дана касније, Брантон је нестао, оставивши за собом већину својих ствари. Његов кревет је био празан. Од њега се није могао наћи никакав траг. Служавка, Рејчел Хауелс, која је била Брантонова бивша вереница све док он није раскинуо веридбу због друге жене, имала је хистерични напад када су је питали где се Брантон налази, понављајући изнова и изнова да је отишао. Била је у таквом стању да је још један слуга послат да бди над њом ноћу. Међутим, слуга који је пазио на њу је задремао једне ноћи, а хистерична Рејчел је побегла кроз прозор. Њени отисци стопала су водили до ивице језера и ту се завршавали. Масгрејв је претражио језеро, али је пронађена само врећа у којој су били зарђали, искварени комади метала и обојено камење и стакло. За Рејчел се више никада није чуло.
Холмс је на случај гледао не као на три мистерије, већ као на једну. Узео је у обзир загонетку ритуала. То је била бесмислена, апсурдна традиција за Масгрејва, и очигледно за све његове претке који сежу уназад више од два века, али Холмс − а и Брантон, он је сумњао − то су видели као нешто сасвим другачије. Брзо је схватио да је то скуп упутстава за проналажење нечега. Утврдивши висину храста, који је још увек стајао, и положај бреста, којег сада више није било, Холмс је извршио неколико прорачуна и исцртао пут до онога што га је чекало, а Масгрејв га је сада нестрпљиво пратио.
Холмсу је било прилично од помоћи то што је Брантон недавно питао и о висини старог бреста, као то да је он очигледно био и прилично интелигентан.
Њих двојица су се нашла пред вратима, на тренутак разочарани, све док нису схватила значење последње инструкције, „и онда испод”. Испод места где су стајали био је подрум стар колико и кућа. Пронашавши пут у њега, видели су да је под очишћен да би се открила камена плоча са гвозденим прстеном. Холмс је сматрао да је мудро да доведе полицију у овом тренутку. Он и крупни полицајац из Сасекса успели су да подигну плочу са рупе коју је покривала, а унутра су пронашли празан, иструлели сандук и Брантона, који је био мртав неколико дана. На њему није било трагова и вероватно се угушио.
Холмс је тада саставио причу за свог прилично шокираног клијента. Брантон је закључио значење ритуала, барем у оној мери у којој је водио до нечега вредног. Одредио је висину бреста питајући свог господара, пратио упутства – а Холмс је касније чак пронашао и рупу од клина на травњаку коју је направио Брантон – пронашао је скровиште у старом подруму, али је тада установио да је немогуће да сам подигне камену плочу. Дакле, био је приморан да увуче неког другог у свој лов на благо. Немудро је изабрао Рејчел, која је имала добар разлог да га мрзи. Њих двоје су успели да подигну плочу, али су морали да је подрже док се Брантон спуштао да би донео благо. На основу Рејчелиног изненадног бекства и нестанка, Холмс се запитао да ли је намерно одбацила подупираче и оставила Брантона да умре, или је плоча сама пала на своје место и изазвала њену панику.
Што се тиче реликвија пронађених у врећи која је извучена из језера, Холмс их је прегледао и открио да су метални делови златни, а камење драгуљи. Веровао је да су то ни мање ни више него делови средњовековне круне Светог Едварда, која је припадала краљу Чарлсу I („Онај који је отишао”), која је сачувана за његовог евентуалног наследника – његовог сина, Чарлса II („Онај који ће доћи”), који није крунисан све до 11 година након погубљења Чарлса I. Ритуал је био водич за проналажење овог важног симбола, а Реџиналд потврђује да је један од његових предака, сер Ралф Масгрејв, био краљев човек. Холмс је изнео теорију да је првобитни носилац ритуала умро пре него што је свог сина научио о његовом значају. То је тако постало ништа друго до необичан обичај више од 200 година. Једна рупа у заплету у причи је да је Масгрејвовима било дозвољено да задрже фрагменте круне, иако ритуал јасно даје до знања да је реликвију требало само да држе „на безбедном” јер је она у ствари била власништво круне.

## Историја објављивања
Прича је првобитно објављена у часопису Strand Magazine у мају 1893. са илустрацијама Сиднија Паџета. Касније је уврштена у Мемоаре Шерлока Холмса. У тексту ритуала из ове верзије није прецизиран месец у коме би требало да се мери сенка бреста (сенка би била дужа зими и показивала у различитим правцима током целе године), али је за Мемоаре додат двостих који идентификује месец као „шести од првога”.
Приповетка је такође објављена у САД у часопису Harper's Weekly 13. маја 1893, као и у америчком издању часописа The Strand Magazine у јуну исте године. Прича је објављена са шест илустрација Сиднеја Паџета у овом часопису, и са две илустрације В. Х. Хајда у магазину Harper's Weekly. Уврштена је у Мемоаре Шерлока Холмса, који су објављени у децембру 1893. у Великој Британији и у фебруару 1894. у САД.

## Адаптације

### Филм и телевизија
Прича је адаптирана за француско-британски филмски серијал из 1912. године, као кратки неми филм. Такође је адаптиран као кратки неми филм из серијала у коме је Еје Норвуд глумио Холмса. Овај филм је објављен 1922. године.
Филм из 1943. Шерлок Холмс суочен са смрћу, део филмског серијала са Бејзилом Ратбоном и Најџелом Брусом, лабаво је адаптирао ову причу, иако је ритуал потпуно преправљен да представља шаховску партију која се игра на поду виле Масгрејвових. Такође, благо у овој верзији није изгубљена круна Чарлса I, већ одобрење земљишта које је породици Масгрејв дао Хенри VIII.
Прича је прилагођена за серију Шерлок Холмс из 1965. године, са Питером Кушингом. Ова епизода је сада изгубљена.
Прича је адаптирана за епизоду серије Авантуре Шерлока Холмса, у којој је глумио Џереми Брет. Епизода је одступила од оригинала укључивањем Вотсона у авантуру; прича се врти око Холмса који, не радујући се путовању, примети да намерава да организује неке од својих старих случајева пре него што је срео Вотсона како би био заузет. Поред тога, у причи се налази и прави храст, који Холмс описује као „патријарха међу храстовима, једно од највеличанственијих стабала које сам икада видео”. У овој верзији, међутим, Холмс користи ветроказ у облику храста који се налази на врху Масгрејвове виле како би решио мистериозни ритуал. На самом крају епизоде, приказано је да је Рејчелино тело пронађено након што је испливало из језера. Даље, 12. ред ритуала је прилагођен пејзажу, а 5. и 6. ред су изостављени. Епизода је снимљена у 400 година старој кући Бадесли Клинтон у близини Бирмингема у Великој Британији. Ова кућа је представљена као вила Масгрејвових. У оригиналној причи, ово је био један од Холмсових раних случајева непосредно након што је дипломирао на колеџу; у адаптацији, међутим, временска секвенца је померена на време када је Холмс био партнер са Вотсоном у решавању мистерија.
Епизода анимиране телевизијске серије Шерлок Холмс у 22. веку заснована је на овој причи. Епизода, под називом „Ритуал Масгрејвових”, први пут је емитована 1999. године.
Девета и десета епизода руске ТВ серије из 2013. године, Шерлок Холмс, засноване су на овој приповеци, иако је прича прилично другачија, укључујући неке акционе сцене и Брантона који је у ствари осветнички члан породице Масгрејвових ривала.
Ова прича је адаптирана као део приче последње епизоде четврте сезоне серије Шерлок, „Последњи проблем”; као деца, породица Холмс живела је у старој кући званој Масгрејв, али након што је Шерлокова и Мајкрофтова сестра Еурус била умешана у нестанак Шерлоковог пса/најбољег пријатеља (Шерлок је годинама веровао да је то пас јер је закопао сећање због размере менталне трауме), све што би Еурус пружила као траг била је необична песма. Годинама касније, док је живот Џона Вотсона у опасности док је заробљен на истој локацији где је Еурус оставила своју прву жртву, Шерлок закључује да се песма односи на необичне датуме на разним лажним надгробним споменицима око куће, а резултујућа „шифра” га води до Еурусине старе собе где он емотивно апелује на своју сестру да поштеди Џона.

### Радио
Едит Мејзер је адаптирала ову причу као епизоду америчке радио-серије Авантуре Шерлока Холмса која је емитована 5. јануара 1931. године, са Ричардом Гордоном као Шерлоком Холмсом и Лијем Ловелом као др Вотсоном.
Прича је адаптирана за америчку радио-серију Нове авантуре Шерлока Холмса са Бејзилом Ратбоном као Холмсом и Најџелом Брусом као Вотсоном. Епизода је емитована 16. јула 1943. године.
Радио адаптација BBC Light програма из 1962. године емитована је као део радио серије из 1952–1969. у којој су глумили Карлтон Хобс као Холмс и Норман Шели као Вотсон.
Адаптација је емитована на BBC радију у јуну 1978. са Баријем Фостером у улози Холмса и Дејвидом Баком као Вотсоном. Адаптирао ју је Мајкл Бејквел.
„Ритуал Масгрејвових” је адаптиран као епизода из 1981. серије CBS Radio Mystery Theater са Гордоном Гулдом као Шерлоком Холмсом и Кортом Бенсоном као др Вотсоном.
„Ритуал Масгрејвових” је драматизовао Питер Маки за BBC Radio 4 током 1992. године као део радио-серије из 1989–1998. у којој су глумили Клајв Мерисон као Холмс и Мајкл Вилијамс као Вотсон. Такође су се појавили Роберт Дос као Реџиналд Масгрејв и Мајкл Килгариф као наредник Харис.
Епизода Класичних авантура Шерлока Холмса из 2014. године, серијала у америчкој радио-емисији Imagination Theatre, адаптирана је из ове приче, са Џоном Патриком Лоуријем као Холмсом и Лоренсом Албертом као Вотсоном.

### Штампа
Т. С. Елиот је изјавио да је адаптирао део Ритуала у својој драми у стиховима из 1935. године Убиство у катедрали као намерни омаж.